# Liste der Monuments historiques in Commana
Die Liste der Monuments historiques in Commana führt die Monuments historiques in der französischen Gemeinde Commana auf.

## Liste der Bauwerke
| Bezeichnung                                                     | Beschreibung                  | Standort                 | Kennzeichnung | Schutzstatus | Datum | Bild           |
| --------------------------------------------------------------- | ----------------------------- | ------------------------ | ------------- | ------------ | ----- | -------------- |
| Allée couverte de Mougau                                        |                               | (Lage)                   | PA00089887    | Classé       | 1909  | weitere Bilder |
| Umfriedeter Pfarrbezirk mit Calvaire, Triumphbogen und Beinhaus | Erbaut im 16./17. Jahrhundert | Place de l’Église (Lage) | PA00089888    | Classé       | 1915  | weitere Bilder |

## Liste der Objekte

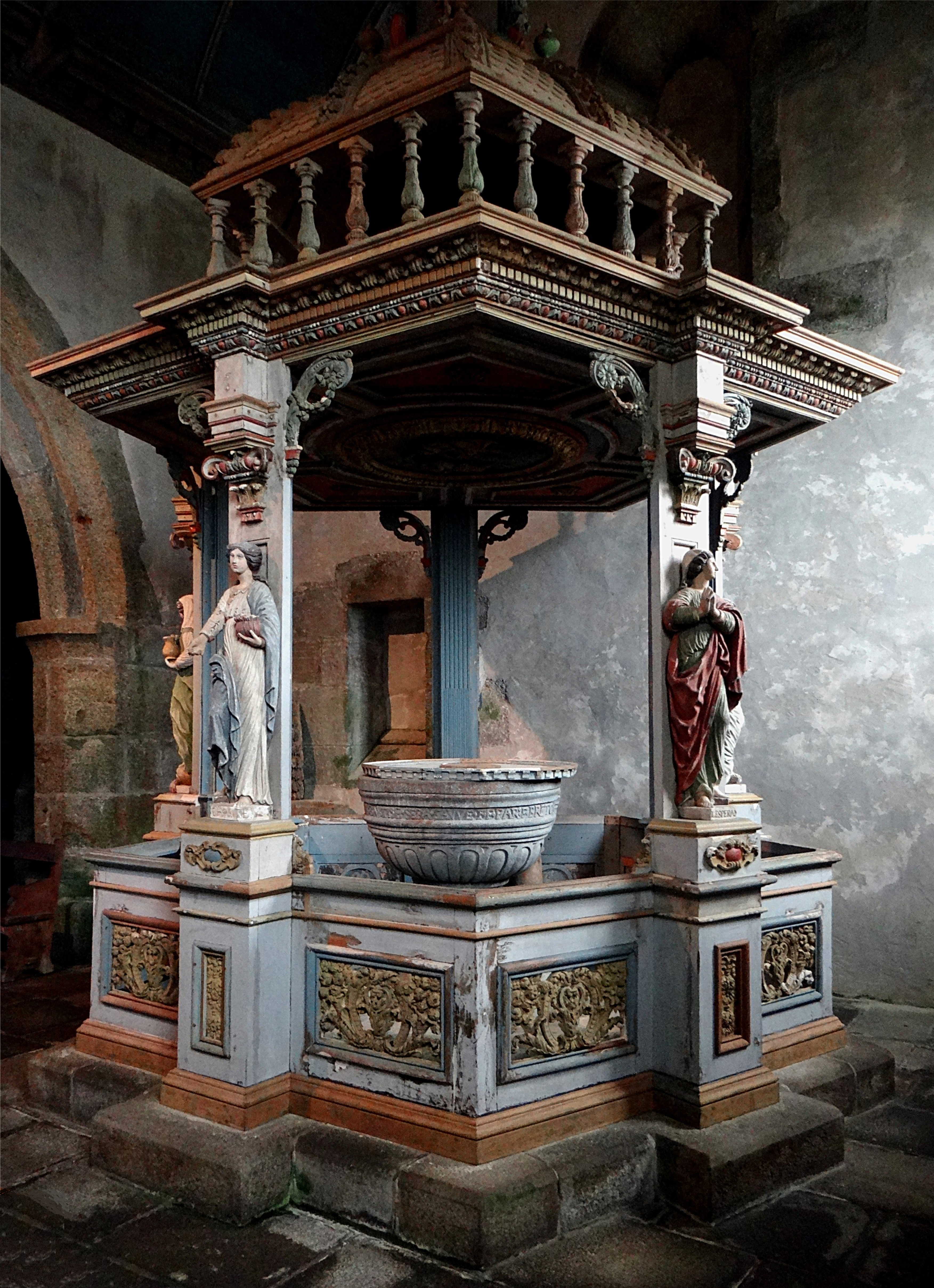
Baldachin (Ende des 17. Jahrhunderts) über dem Taufbecken in der Kirche St-Derrien

- Monuments historiques (Objekte) in Commana in der Base Palissy des französischen Kultusministeriums